# Monochamus semigranulatus
Monochamus semigranulatus là một loài bọ cánh cứng trong họ Cerambycidae.